# 厄姆派爾鎮區 (阿肯色州霍華德縣)
厄姆派爾鎮區（英語：Umpire Township）是位於美國阿肯色州霍華德縣的一個行政鎮區。

## 地方資料
厄姆派爾鎮區的面積為275.57平方千米，當中陸地面積為274.50平方千米，而水域面積為1.07平方千米。根據2010年美國人口普查的數據，當地共有人口251人，而人口密度為每平方千米0.91人。